# Liste der denkmalgeschützten Objekte in Neuhofen an der Ybbs
Die Liste der denkmalgeschützten Objekte in Neuhofen an der Ybbs enthält die 7 denkmalgeschützten, unbeweglichen Objekte der Marktgemeinde Neuhofen an der Ybbs im niederösterreichischen Bezirk Amstetten.

## Denkmäler
| Foto |                 | Denkmal                                                                    | Standort                                             | Beschreibung | Metadaten |
| ---- | --------------- | -------------------------------------------------------------------------- | ---------------------------------------------------- | --- | --- |
| ja   | Datei hochladen | Gut Haagberg (Schloss mit Nebengebäuden) HERIS-ID: 46391 Objekt-ID: 48308  | Schloßstraße 1 Standort KG: Amesleithen              | Ein schlossartiger Villenbau mit einem englischen Landschaftspark. Die Anlage wurde ursprünglich von 1748 bis 1772 erbaut und nach einem Verfall 1850 unter der Gräfin Pauline Zichy erneuert und umgebaut. | BDA-Hist.: Q38021105 Status: Bescheid Stand der BDA-Liste: 2025-06-30 Name: Gut Haagberg (Schloss mit Nebengebäuden) GstNr.: 6924/2, 6945, 6951/1 Gut Haagberg Neuhofen |
| ja   | Datei hochladen | Hausmühle Pfaffenlehner HERIS-ID: 80140 Objekt-ID: 93857                   | bei Gitzing 2 Standort KG: Toberstetten              | Die Pfaffenlehnermühle dokumentiert, auch in der jüngeren Überformung, die bäuerliche Eigenversorgung in der Produktion von Lebensmitteln des 19. Jahrhunderts sowie den seit Jahrhunderten gleich gebliebenen Bautypus einer Getreidemühle mit Wasserradantrieb. | BDA-Hist.: Q38172769 Status: Bescheid Stand der BDA-Liste: 2025-06-30 Name: Hausmühle Pfaffenlehner GstNr.: 6269 Hausmühle Pfaffenlehner Gitzing                        |
| ja   | Datei hochladen | Pfarrhof und Teil des Wirtschaftsgebäudes HERIS-ID: 34648 Objekt-ID: 32987 | Millenniumsplatz 2 Standort KG: Neuhofen an der Ybbs | Ehemals eine stattliche Vierkanthofanlage aus dem Jahr 1718 von der nur mehr ein hakenförmiger Rest vorhanden ist. | BDA-Hist.: Q37959301 Status: Bescheid Stand der BDA-Liste: 2025-06-30 Name: Pfarrhof und Teil des Wirtschaftsgebäudes GstNr.: 212/1 Pfarrhof Neuhofen an der Ybbs       |
| ja   | Datei hochladen | Kath. Pfarrkirche Mariae Himmelfahrt HERIS-ID: 31266 Objekt-ID: 28202      | Hauptstraße Standort KG: Neuhofen an der Ybbs        | Eine spätgotische Hallenkirche mit vorgestelltem Westturm. Der Chor wurde um 1400 errichtet, das Langhaus im dritten Viertel des 15. Jahrhunderts. Die Einrichtung ist vorwiegend neugotisch und stammt aus der zweiten Hälfte des 19. Jahrhunderts. | BDA-Hist.: Q37941285 Status: § 2a Stand der BDA-Liste: 2025-06-30 Name: Kath. Pfarrkirche Mariae Himmelfahrt GstNr.: 208 Pfarrkirche Neuhofen an der Ybbs               |
| ja   | Datei hochladen | Stöger-Kapelle HERIS-ID: 46389 Objekt-ID: 48305                            | bei Pfosendorf 1 Standort KG: Scherbling             | Ein fast quadratischer Rechteckbau aus der Mitte des 19. Jahrhunderts mit eingezogener Apsis und mächtigen voergeblendeten Giebel. Innen komplett mit spätbiedermeierlicher Wandmalerei aus dem Jahr 1850. | BDA-Hist.: Q38021084 Status: Bescheid Stand der BDA-Liste: 2025-06-30 Name: Stöger-Kapelle GstNr.: 4226/2 Stögerkapelle Pfosendorf                                      |
| ja   | Datei hochladen | Kath. Filialkirche hl. Veit HERIS-ID: 31274 Objekt-ID: 28214               | Standort KG: Toberstetten                            | Eine in den Jahren 1696 bis 1718 auf einem Hügel errichtete Kirche, die im Kern gotisch ist und einen vorgestellten Westturm hat. Errichtet wurde die Kirche von Jakob Prandtauer. Sie besteht aus einem gotischen Altarraum und einer barocken Halle. Bemerkenswert ist der Hauptaltar mit einem Hühnerstall auf der Rückseite für die Tiere, die dem hl. Veit geopfert wurden. | BDA-Hist.: Q37941315 Status: § 2a Stand der BDA-Liste: 2025-06-30 Name: Kath. Filialkirche hl. Veit GstNr.: .328 Filialkirche St. Veit, Neuhofen an der Ybbs            |
| ja   | Datei hochladen | Johannes Nepomuk-Kapelle HERIS-ID: 31267 Objekt-ID: 28204                  | Standort KG: Neuhofen an der Ybbs                    | Eine querrechteckige Kapelle aus der Mitte des 19. Jahrhunderts mit steilem Satteldach, in der sich eine Johannes-Nepomuk-Statue aus dem zweiten Viertel des 18. Jahrhunderts befindet. | BDA-Hist.: Q37941294 Status: § 2a Stand der BDA-Liste: 2025-06-30 Name: Johannes Nepomuk-Kapelle GstNr.: 112/2 Johannes Nepomuk Kapelle Neuhofen an der Ybbs            |